# Aila Paloniemi
Aila Annikki Paloniemi, född 28 januari 1956 i Kyyjärvi, är en finländsk politiker (Centern). Hon var ledamot av Finlands riksdag 2003–2019. Paloniemi har arbetat som journalist.
Paloniemi omvaldes i riksdagsvalet 2015 med 3 861 röster från Mellersta Finlands valkrets.